# Giovanni Pacini (architetto)
Giovanni Pacini (Colle di Val d'Elsa, 1778 – 1838) è stato un architetto italiano.

## Biografia
Compì gli studi presso l'Accademia di Belle arti di Firenze, dove conseguì  vari premi d'architettura e divenne Accademico Professore in Architettura.
Dal 1814 fu architetto dello Scrittoio delle Regie Fabbriche del Granducato di Toscana, lavorando a Piombino e all'Isola d'Elba, dove eseguì lavori alla Palazzina dei Mulini e al Bagno dei Forzati di Portoferraio (1817).
A partire dal 1817 fu a Livorno in qualità di Architetto Comunitativo della città, realizzando il restauro del Lazzaretto di San Jacopo (1820, distrutto), lavori al Conservatorio di San Marco (1821), il nuovo ospedale al Lazzeretto di San Leopoldo (1821, distrutto), il Palazzo di Sanità nel porto (1823, ampliato nel 1863 e distrutto durante la seconda guerra mondiale), oltre a lavori di mantenimento per il Palazzo Reale, la darsena ed il porto, la Fortezza Vecchia e quella Nuova (1821); compì inoltre restauri al Forte di Bibbona e a quello di Castagneto (1826).
Dal 1831 fu a Firenze dove realizzò la trasformazione del Teatro Mediceo degli Uffizi in Archivio e Guardaroba Generale (1832), lavori al Liceo di Candeli in borgo Pinti (1836) e il restauro di Casa Ridolfi in via Maggio (circa 1836).
Tra gli altri interventi, eseguì lavori di manutenzione alla Fortezza di Prato (1835-37) e nel 1833 fu chiamato a esprimere un parere sui lavori eseguiti da Lorenzo Nottolini per l'acquedotto di Lucca.
Tra i progetti non realizzati quello di un tepidario da erigere nella Villa Medicea della Petraia presso Firenze.